# Les Pays-d'en-Haut
Pour les articles homonymes, voir Pays-d'en-Haut (homonymie).
Les Pays-d'en-Haut est une municipalité régionale de comté (MRC) du Québec (Canada) dans la région des Laurentides. Son chef-lieu  est Sainte-Adèle.

## Géographie

### Entités territoriales
La MRC est constituée de dix municipalités locales.
| Nom                             | Statut                   | Population 2021 | Superficie (km2) | Densité (h/km2) | Ref. |
| ------------------------------- | ------------------------ | --------------- | ---------------- | --------------- | ---- |
| Estérel                         | Ville                    | 262             | 16,2             | 16,17           |      |
| Lac-des-Seize-Îles              | Municipalité             | 175             | 13,3             | 13,16           |      |
| Morin-Heights                   | Municipalité             | 4 678           | 59,4             | 78,75           |      |
| Piedmont                        | Municipalité             | 3 476           | 24,7             | 140,73          |      |
| Saint-Adolphe-d'Howard          | Municipalité             | 3 824           | 149,7            | 25,54           |      |
| Saint-Sauveur                   | Ville                    | 11 580          | 50,2             | 230,68          |      |
| Sainte-Adèle                    | Ville                    | 14 010          | 125,3            | 111,81          |      |
| Sainte-Anne-des-Lacs            | Municipalité de paroisse | 3 862           | 27,5             | 140,44          |      |
| Sainte-Marguerite-du-Lac-Masson | Ville                    | 3 367           | 98,7             | 34,11           |      |
| Wentworth-Nord                  | Municipalité             | 1 672           | 172,4            | 9,7             |      |
| Total                           | Total                    | 46 906          | 737,4            | 63,61           |      |

## Démographie
| 1986   | 1991   | 1996   | 2001   | 2006   | 2011   | 2016   | 2021   |
| ------ | ------ | ------ | ------ | ------ | ------ | ------ | ------ |
| 18 321 | 22 460 | 28 237 | 30 866 | 36 573 | 40 331 | 41 877 | 46 906 |

## Administration
Le préfet y est élu au suffrage universel depuis les élections municipales de 2001. C'est la première municipalité régionale de comté à procéder ainsi.
| Période                                  | Période  | Identité         | Étiquette                                                                             | Qualité |
| ---------------------------------------- | -------- | ---------------- | ------------------------------------------------------------------------------------- | ------- |
| 1982                                     | 1984     | Louis J. Clément | Maire de Piedmont                                                                     |         |
| 1984                                     | 1994     | Georges Filion   | Maire de Saint-Sauveur-des-Monts                                                      |         |
| 1994                                     | 1995     | Claude Boyer     | Maire de Sainte-Anne-des-Lacs                                                         |         |
| 1995                                     | 2017     | Charles Garnier  | Maire de Saint-Sauveur, puis Indépendant (élu au suffrage universel) à partir de 2001 |         |
| 2017                                     | En cours | André Genest     | Indépendant (élu au suffrage universel)                                               |         |
| Les données manquantes sont à compléter. |          |                  |                                                                                       |         |

## Éducation
Commission scolaire des Laurentides